# Hamura
Hamura (羽村市?) è una città giapponese conurbata in Tokyo.